# Lucien Bianchi
Lucien Bianchi (* 10. November 1934 in Mailand, Italien; † 30. März 1969 in Le Mans, Frankreich) war ein belgischer Autorennfahrer. Er gewann das 24-Stunden-Rennen von Le Mans und war für seine Vielseitigkeit im Motorsport bekannt. Sein jüngerer Bruder Mauro Bianchi und dessen Enkel Jules Bianchi waren ebenfalls Automobilrennfahrer.

## Jugend und Herkunft
Bianchi wurde als Sohn eines Alfa-Romeo-Mechanikers in Norditalien geboren. Doch zog die Familie mit dem Jugendlichen um 1950 nach Belgien, wo der Vater für den recht bekannten Amateur-Rennfahrer Johnny Claes arbeitete.

## Rallyes und Sportwagenrennen
Sowohl sein jüngerer Bruder Mauro als auch Lucien waren bald im Motorsport engagiert. So startete der Ältere ab 1951/52 an der Seite von Claes bei der Alpine Rallye und anderen Prüfungen. Bei der Tour de France für Sportwagen schnitt er Ende der 1950er-Jahre bemerkenswert ab. Zusammen mit Olivier Gendebien gewann er auf einem Ferrari 250 GT Berlinetta LWB die GT-Klasse dieses Rennens von 1957 bis 1959 dreimal. In den beiden anschließenden Jahren gewann er das renommierte Sportwagenrennen von Paris, das über 1000 km ging und an dem auch aktive oder ehemalige Formel-1-Piloten teilnahmen.

## Sporadische Einsätze in der Formel 1 (1960–1965)

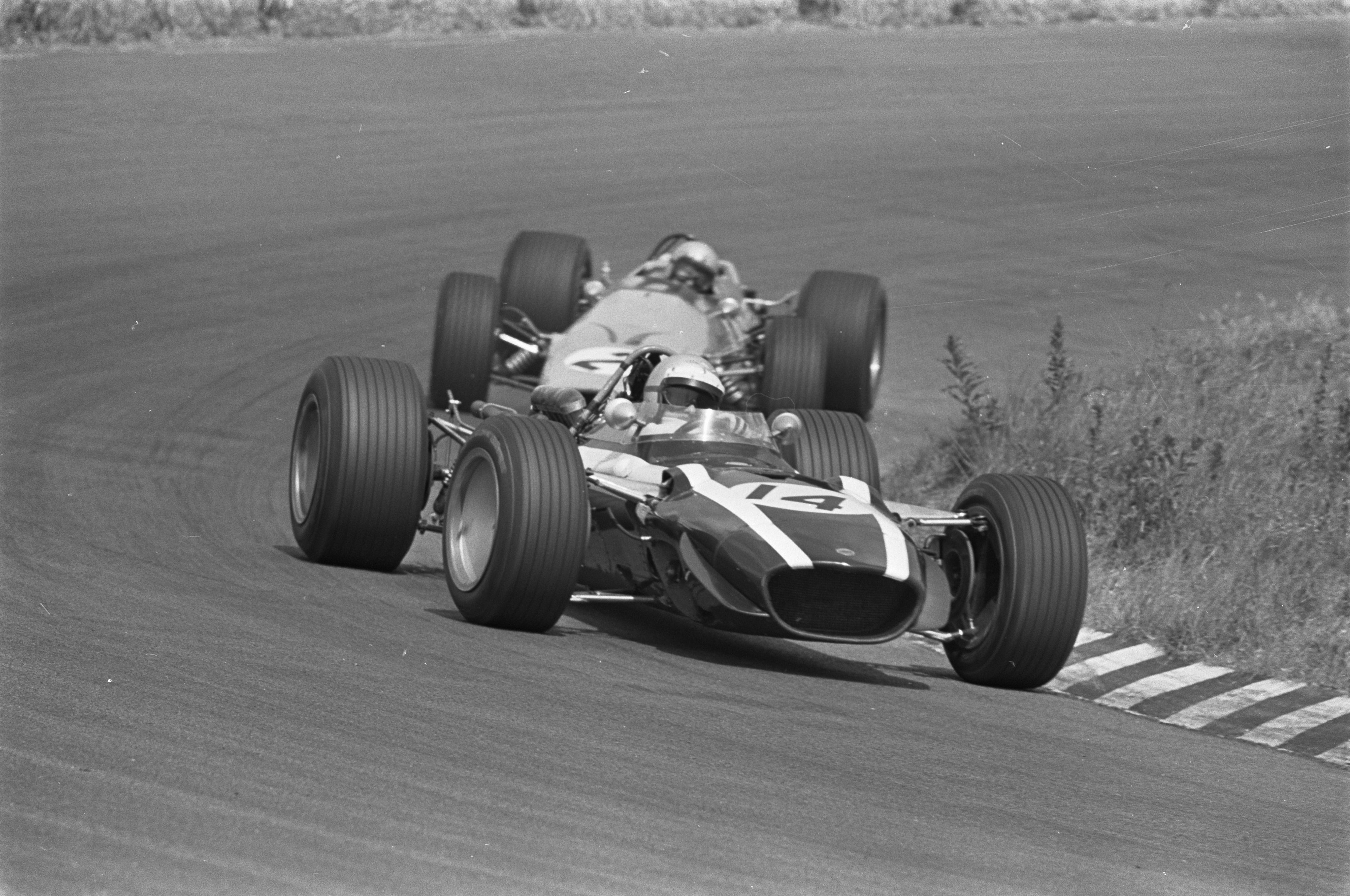
Lucien Bianchi Im Cooper T86B beim Großen Preis der Niederlande 1968

Mit einem vierten Platz in der Formel 2 auf dem Flugplatzkurs von Zeltweg 1959 empfahl er sich für die höhere Rennwagenklasse. Während der Formel-1-Saison 1960 startete er erstmals mit einem veralteten Cooper T 51, mit dem er den sechsten Platz bei seinem ersten Rennen auf seiner Heimstrecke belegte. 1962 fuhr er zunächst mit einem Emeryson, den die Ecurie Nationale Belge einsetzte. Nach der Nichtqualifikation durch einen zu schwachen Motor setzte das Team bald einen Lotus ein, der bessere Chancen erhoffen ließ. Aber auch mit diesem Wagen war Bianchi kein Glück beschieden; er musste erneut mit technischen Problemen aufgeben. Ein Wechsel zum UDT-Laystall-Racing-Team brachte ebenfalls keine Besserung. In der Formel 1 blieben von 1963 bis 1965 größere Erfolge aus, da er nur sporadisch mit wechselnden Teams und Fahrzeugen (17 Rennen in neun Jahren unter anderem auf Lola, B.R.M.) an einzelnen Rennen teilnahm. Seine Erfolgserlebnisse holte sich Bianchi in allen anderen Motorsportklassen, egal ob es Tourenwagen, Sportwagen oder Rallyefahrzeuge waren.

## Siege in Le Mans und weitere Erfolge (1962–1968)
Bianchis größter Erfolg war der Sieg beim 24-Stunden-Rennen von Le Mans 1968 mit einem Ford GT40, den er zusammen mit Pedro Rodríguez steuerte. Es war sein 13. „Anlauf“ auf dieses Rennen. 1963 war er zum Beispiel gemeinsam mit Phil Hill auf einer Spezialversion des Aston Martin DB4 GT an den Start gegangen, der zwar extrem schnell, aber sehr defektanfällig war. Gleich danach ist der Gewinn des schwierigen 12-Stunden-Rennens von Sebring zu nennen, das er bereits sechs Jahre zuvor mit Joakim Bonnier auf einem Ferrari Testa Rossa für sich entschieden hatte. 1964 gewann er erneut die Tour de France, diesmal auf einem Ferrari 250 GTO.
Bei dem kuriosen London-Sydney-Marathonrennen lag er mit seinem Citroën in Führung, als er mit einem normalen Verkehrsteilnehmer kollidierte und ausscheiden musste. 1961 hatten er und Georges Harris mit dem Citroën DS 19 die legendäre Liège-Sofia-Liège-Rallye gewonnen, wobei sie vermeintlich stärkere Gegner wie den Austin Healey 3000, den Mercedes 220 SE oder den Porsche Carrera distanzieren konnten. Am 28. Juli 1963 gewann Bianchi das Solitude-Rennen auf einem Abarth 1000 GT in der entsprechenden Klasse.
Seine Experimentierfreude in Sachen Motorsport trieb ihn bis in die USA. Dort versuchte er sich wie einige andere Formel-1-Piloten 1967 bei den 500-Meilen von Indianapolis erfolglos, da er bereits im offiziellen Vortraining die Kurve 1 touchierte.

## Erfolge in der Formel 1 und Tod
Bianchi lebte in Brüssel, wo er eine Autowerkstatt betrieb, die sich auf die Abstimmung von Sportwagen spezialisiert hatte.
1968 unterschrieb er beim Cooper-B.R.M.-Team erstmals für eine komplette Saison. Ein dritter Platz beim Grand Prix von Monaco und ein sechster Rang in Spa versprachen mehr für die Zukunft, aber im Verlauf der Formel-1-Saison 1968 hielt ihn neben mäßigen Startplätzen meist der Defektteufel auf. Bianchi hatte als Rennfahrer zwar nicht den unbedingten Qualifikationsspeed, aber die notwendigen Steherqualitäten, um auch mit schwächerem Material bessere Platzierungen zu erreichen. Gerade diese Qualitäten wurden bei Sportwagenrennen geschätzt.
Im Frühjahr 1969 kam er mit seinem Alfa Romeo T33 ums Leben, als er beim Vortraining zum 24-Stunden-Rennen von Le Mans am Ende der Mulsanne-Geraden gegen einen Telegrafenmast prallte. Mit ihm starb einer der letzten Piloten, die sowohl mit Rallyefahrzeugen und Sportwagen als auch Monopostos erfolgreich waren.

## Statistik

### Statistik in der Automobil-Weltmeisterschaft

#### Gesamtübersicht
| Saison | Team                     | Chassis     | Motor           | Rennen | Siege | Zweiter | Dritter | Poles | schn. Rennrunden | Punkte | WM-Pos. |
| ------ | ------------------------ | ----------- | --------------- | ------ | ----- | ------- | ------- | ----- | ---------------- | ------ | ------- |
| 1960   | Equipe Nationale Belge   | Cooper T51  | Climax 2.5 L4   | 1      | −     | −       | −       | −     | −                | 1      | 24.     |
| 1960   | Fred Tuck Cars           | Cooper T51  | Climax 2.5 L4   | 2      | −     | −       | −       | −     | −                | 1      | 24.     |
| 1961   | Equipe Nationale Belge   | Lotus 18    | Climax 1.5 L4   | 1      | −     | −       | −       | −     | −                | −      | NC      |
| 1961   | UDT Laystall Racing Team | Lotus 18/21 | Climax 1.5 L4   | 2      | −     | −       | −       | −     | −                | −      | NC      |
| 1962   | Equipe Nationale Belge   | Lotus 18/21 | Climax 1.5 L4   | 1      | −     | −       | −       | −     | −                | −      | NC      |
| 1962   | Equipe Nationale Belge   | ENB         | Maserati 1.5 L4 | 1      | −     | −       | −       | −     | −                | −      | NC      |
| 1963   | Reg Parnell Racing       | Lola Mk4A   | Climax 1.5 V8   | 1      | −     | −       | −       | −     | −                | −      | NC      |
| 1965   | Scuderia Centro Sud      | BRM P57     | BRM 1.5 V8      | 1      | −     | −       | −       | −     | −                | −      | NC      |
| 1968   | Cooper Car Company       | Cooper T86B | BRM 3.0 V12     | 7      | −     | −       | 1       | −     | −                | 5      | 17      |
| Gesamt | Gesamt                   | Gesamt      | Gesamt          | 17     | −     | −       | 1       | −     | −                | 6      |         |

#### Einzelergebnisse
| Saison | 1   | 2   | 3   | 4   | 5   | 6   | 7   | 8 | 9  | 10 | 11  | 12 |
| ------ | --- | --- | --- | --- | --- | --- | --- | - | -- | -- | --- | -- |
| 1959   |     |     |     |     |     |     |     |   |    |    |     |    |
| DNQ    |     |     |     |     |     |     |     |   |    |    |     |    |
| 1960   |     |     |     |     |     |     |     |   |    |    |     |    |
|        |     |     |     | 6   | DNF | DNF |     |   |    |    |     |    |
| 1961   |     |     |     |     |     |     |     |   |    |    |     |    |
| DNQ    |     | DNF | DNF | DNF |     |     |     |   |    |    |     |    |
| 1962   |     |     |     |     |     |     |     |   |    |    |     |    |
|        |     | 9   |     |     | 16  |     |     |   |    |    |     |    |
| 1963   |     |     |     |     |     |     |     |   |    |    |     |    |
|        | DNF |     |     |     |     |     |     |   |    |    |     |    |
| 1965   |     |     |     |     |     |     |     |   |    |    |     |    |
|        |     | 12  |     |     |     |     |     |   |    |    |     |    |
| 1968   |     |     |     |     |     |     |     |   |    |    |     |    |
|        |     | 3   | 6   | DNF |     |     | DNF |   | NC | NC | DNF |    |

| Legende  | Legende            | Legende                                                          |
| Farbe    | Abkürzung          | Bedeutung                                                        |
| -------- | ------------------ | ---------------------------------------------------------------- |
| Gold     | –                  | Sieg                                                             |
| Silber   | –                  | 2. Platz                                                         |
| Bronze   | –                  | 3. Platz                                                         |
| Grün     | –                  | Platzierung in den Punkten                                       |
| Blau     | –                  | Klassifiziert außerhalb der Punkteränge                          |
| Violett  | DNF                | Rennen nicht beendet (did not finish)                            |
| Violett  | NC                 | nicht klassifiziert (not classified)                             |
| Rot      | DNQ                | nicht qualifiziert (did not qualify)                             |
| Rot      | DNPQ               | in Vorqualifikation gescheitert (did not pre-qualify)            |
| Schwarz  | DSQ                | disqualifiziert (disqualified)                                   |
| Weiß     | DNS                | nicht am Start (did not start)                                   |
| Weiß     | WD                 | zurückgezogen (withdrawn)                                        |
| Hellblau | PO                 | nur am Training teilgenommen (practiced only)                    |
| Hellblau | TD                 | Freitags-Testfahrer (test driver)                                |
| ohne     | DNP                | nicht am Training teilgenommen (did not practice)                |
| ohne     | INJ                | verletzt oder krank (injured)                                    |
| ohne     | EX                 | ausgeschlossen (excluded)                                        |
| ohne     | DNA                | nicht erschienen (did not arrive)                                |
| ohne     | C                  | Rennen abgesagt (cancelled)                                      |
| ohne     | keine WM-Teilnahme |                                                                  |
| sonstige | P/fett             | Pole-Position                                                    |
| sonstige | 1/2/3/4/5/6/7/8    | Punktplatzierung im Sprint-/Qualifikationsrennen                 |
| sonstige | SR/kursiv          | Schnellste Rennrunde                                             |
| sonstige | *                  | nicht im Ziel, aufgrund der zurückgelegten Distanz aber gewertet |
| sonstige | ()                 | Streichresultate                                                 |
| sonstige | unterstrichen      | Führender in der Gesamtwertung                                   |

### Le-Mans-Ergebnisse
| Jahr | Team                      | Fahrzeug           | Teamkollege         | Platzierung            | Ausfallgrund       |
| ---- | ------------------------- | ------------------ | ------------------- | ---------------------- | ------------------ |
| 1956 | Equipe Nationale Belge    | Ferrari 500 TR     | Alain de Changy     | Ausfall                | Lenkung            |
| 1957 | Ecurie Francorchamps      | Ferrari 500TRC     | Georges Harris      | Rang 7 und Klassensieg |                    |
| 1958 | Ecurie Francorchamps      | Ferrari 250TR      | Willy Mairesse      | Ausfall                | Unfall             |
| 1959 | Equipe Nationale Belge    | Ferrari 250TR 58   | Alain de Changy     | Ausfall                | Benzinpumpe        |
| 1960 | Equipe Nationale Belge    | Ferrari 250 GT SWB | Jean Blaton         | Ausfall                | Unfall             |
| 1961 | Ecurie Francorchamps      | Ferrari 250 GT SWB | Georges Berger      | Ausfall                | Kupplungsschaden   |
| 1962 | Maserati France           | Maserati Tipo 151  | Maurice Trintignant | Ausfall                | Aufhängung         |
| 1963 | Aston Martin Lagonda Ltd. | Aston Martin DP215 | Phil Hill           | Ausfall                | Getriebeschaden    |
| 1964 | Equipe Nationale Belge    | Ferrari 250 GTO    | Jean Blaton         | Rang 5 und Klassensieg |                    |
| 1965 | Maranello Concessionaires | Ferrari 250LM      | Mike Salmon         | Ausfall                | Getriebeschaden    |
| 1966 | Holman & Moody            | Ford GT40 Mk.II    | Mario Andretti      | Ausfall                | Zylinder überhitzt |
| 1967 | Holman & Moody            | Ford Mk.IV         | Mario Andretti      | Ausfall                | Unfall             |
| 1968 | John Wyer Automotive      | Ford GT40          | Pedro Rodríguez     | Gesamtsieg             |                    |

### Sebring-Ergebnisse
| Jahr | Team                               | Fahrzeug              | Teamkollege     | Platzierung | Ausfallgrund    |
| ---- | ---------------------------------- | --------------------- | --------------- | ----------- | --------------- |
| 1962 | Scuderia SSS Repubblica di Venezia | Ferrari 250 TRI/61    | Joakim Bonnier  | Gesamtsieg  |                 |
| 1966 | Autodelta SpA                      | Alfa Romeo Giulia TZ2 | Bernard Consten | Ausfall     | Getriebeschaden |
| 1969 | Autodelta S.P.A.                   | Alfa Romeo T33/3      | Nino Vaccarella | Ausfall     | Motor überhitzt |

### Einzelergebnisse in der Sportwagen-Weltmeisterschaft
| Saison | Team                                                                                    | Rennwagen                                                                                                | 1   | 2   | 3   | 4   | 5   | 6   | 7   | 8   | 9   | 10  | 11  | 12  | 13  | 14  | 15  | 16  | 17  | 18  | 19  | 20  | 21  | 22  |
| ------ | --------------------------------------------------------------------------------------- | --- | --- | --- | --- | --- | --- | --- | --- | --- | --- | --- | --- | --- | --- | --- | --- | --- | --- | --- | --- | --- | --- | --- |
| 1957   | Ecurie Francorchamps                                                                    | Ferrari 500TRC                                                                                           | BUA | SEB | MIM | NÜR | LEM | KRI | CAR |     |     |     |     |     |     |     |     |     |     |     |     |     |     |     |
| 1957   | Ecurie Francorchamps                                                                    | Ferrari 500TRC                                                                                           |     | 7   |     |     |     |     |     |     |     |     |     |     |     |     |     |     |     |     |     |     |     |     |
| 1958   | Ecurie Francorchamps                                                                    | Ferrari 250TR                                                                                            | BUA | SEB | TAR | NÜR | LEM | RTT |     |     |     |     |     |     |     |     |     |     |     |     |     |     |     |     |
| 1958   | Ecurie Francorchamps                                                                    | Ferrari 250TR                                                                                            |     | DNF |     |     |     |     |     |     |     |     |     |     |     |     |     |     |     |     |     |     |     |     |
| 1959   | Equipe Nationale Belge                                                                  | Ferrari 250 GT Ferrari 250TR                                                                             | SEB | TAR | NÜR | LEM | RTT |     |     |     |     |     |     |     |     |     |     |     |     |     |     |     |     |     |
| 1959   | Equipe Nationale Belge                                                                  | Ferrari 250 GT Ferrari 250TR                                                                             |     |     | 14  | DNF |     |     |     |     |     |     |     |     |     |     |     |     |     |     |     |     |     |     |
| 1960   | Jo Schlesser Equipe Nationale Belge                                                     | Ferrari 250 GT                                                                                           | BUA | SEB | TAR | NÜR | LEM |     |     |     |     |     |     |     |     |     |     |     |     |     |     |     |     |     |
| 1960   | Jo Schlesser Equipe Nationale Belge                                                     | Ferrari 250 GT                                                                                           |     |     |     | 11  | DNF |     |     |     |     |     |     |     |     |     |     |     |     |     |     |     |     |     |
| 1961   | Ecurie Francorchamps                                                                    | Porsche 356                                                                                              | SEB | TAR | NÜR | LEM | PES |     |     |     |     |     |     |     |     |     |     |     |     |     |     |     |     |     |
| 1961   | Ecurie Francorchamps                                                                    | Porsche 356                                                                                              |     |     | 13  | DNF |     |     |     |     |     |     |     |     |     |     |     |     |     |     |     |     |     |     |
| 1962   | Scuderia Serenissima Maserati France Ecurie Francorchamps Equipe Nationale Belge        | Ferrari 250TRI Maserati Tipo 151 Abarth-Simca 1300 Bialbero Ferrari 250 GTO                              | DAY | SEB | SEB | MAI | TAR | BER | NÜR | LEM | TAV | CCA | RTT | NÜR | BRI | BRI | PAR |     |     |     |     |     |     |     |
| 1962   | Scuderia Serenissima Maserati France Ecurie Francorchamps Equipe Nationale Belge        | Ferrari 250TRI Maserati Tipo 151 Abarth-Simca 1300 Bialbero Ferrari 250 GTO                              |     |     | 1   |     |     |     |     | DNF | 10  |     |     |     |     |     | 5   |     |     |     |     |     |     |     |
| 1963   | Abarth Aston Martin Maserati France Scuderia Serenissima                                | Abarth-Simca 1300 Bialbero Aston Martin DP215 Maserati Tipo 151 Fiat-Abarth 1000 Berlina Ferrari 250 GTO | DAY | SEB | SEB | TAR | SPA | MAI | NÜR | CON | ROS | LEM | MON | WIS | TAV | FRE | CCE | RTT | OVI | NÜR | MON | MON | TDF | BRI |
| 1963   | Abarth Aston Martin Maserati France Scuderia Serenissima                                | Abarth-Simca 1300 Bialbero Aston Martin DP215 Maserati Tipo 151 Fiat-Abarth 1000 Berlina Ferrari 250 GTO |     |     |     |     |     |     | DNF |     |     | DNF |     |     | 8   |     |     |     |     | 6   |     | 3   | 2   |     |
| 1964   | David Piper Alpine Ecurie Francorchamps                                                 | Ferrari 250 GTO Alpine M63                                                                               | DAY | SEB | TAR | MON | SPA | CON | NÜR | ROS | LEM | REI | FRE | CCE | RTT | SIM | NÜR | MON | TDF | BRI | BRI | PAR |     |     |
| 1964   | David Piper Alpine Ecurie Francorchamps                                                 | Ferrari 250 GTO Alpine M63                                                                               | 2   |     | 15  |     | DNF |     | 4   |     | 5   | 9   |     |     |     |     |     |     | 1   |     |     | 5   |     |     |
| 1965   | Ecurie Francorchamps Autodelta Maranello Concessionaires Alpine                         | Ferrari 250LM Alfa Romeo TZ Alpine A210 Alpine M65                                                       | DAY | SEB | BOL | MON | MON | RTT | TAR | SPA | NÜR | MUG | ROS | LEM | REI | BOZ | FRE | CCE | OVI | NÜR | BRI | BRI |     |     |
| 1965   | Ecurie Francorchamps Autodelta Maranello Concessionaires Alpine                         | Ferrari 250LM Alfa Romeo TZ Alpine A210 Alpine M65                                                       |     |     |     |     | DNF |     | 7   |     |     |     |     | DNF | 7   |     |     |     |     | 1   |     |     |     |     |
| 1966   | Ecurie Francorchamps Autodelta Holman & Moody                                           | Ferrari 365P2 Alfa Romeo TZ Ford GT40                                                                    | DAY | SEB | MON | TAR | SPA | NÜR | LEM | MUG | CCE | HOK | SIM | NÜR | ZEL |     |     |     |     |     |     |     |     |     |
| 1966   | Ecurie Francorchamps Autodelta Holman & Moody                                           | Ferrari 365P2 Alfa Romeo TZ Ford GT40                                                                    | DNF | DNF | DNF | 10  | DNF | 13  | DNF |     |     |     |     |     |     |     |     |     |     |     |     |     |     |     |
| 1967   | Carroll Shelby International Maranello Concessionaires Porsche Holman & Moody Autodelta | Ford GT40 Ferrari 412P Porsche 910 Alfa Romeo T33                                                        | DAY | SEB | MON | SPA | TAR | NÜR | LEM | HOK | MUG | BRH | CCE | ZEL | OVI | NÜR |     |     |     |     |     |     |     |     |
| 1967   | Carroll Shelby International Maranello Concessionaires Porsche Holman & Moody Autodelta | Ford GT40 Ferrari 412P Porsche 910 Alfa Romeo T33                                                        | 7   |     |     | 3   |     | 4   | DNF |     | DNF | DNF |     |     |     |     |     |     |     |     |     |     |     |     |
| 1968   | Autodelta Alfa Romeo Deutschland J. W. Automotive                                       | Alfa Romeo T33 Ford GT40                                                                                 | DAY | SEB | BRH | MON | TAR | NÜR | SPA | WAT | ZEL | LEM |     |     |     |     |     |     |     |     |     |     |     |     |
| 1968   | Autodelta Alfa Romeo Deutschland J. W. Automotive                                       | Alfa Romeo T33 Ford GT40                                                                                 | 6   |     | DNF |     | 3   | 7   |     | 1   |     | 1   |     |     |     |     |     |     |     |     |     |     |     |     |
| 1969   | Autodelta                                                                               | Alfa Romeo T33                                                                                           | DAY | SEB | BRH | MON | TAR | SPA | NÜR | LEM | WAT | ZEL |     |     |     |     |     |     |     |     |     |     |     |     |
| 1969   | Autodelta                                                                               | Alfa Romeo T33                                                                                           | DNF |     |     |     |     |     |     |     |     |     |     |     |     |     |     |     |     |     |     |     |     |     |